# ジミー・ウィリアムズ (投手)
ジミー・ウィリアムズ（Jimmy Williams, 1965年5月18日 - ）は、アメリカ合衆国・アラバマ州出身の元プロ野球選手（投手）。
愛称は「スリム・ウィリアムズ」。

## 来歴・人物
1984年のMLBドラフト10巡目でロサンゼルス・ドジャースに入団。
メジャー昇格は無く、クリーブランド・インディアンス傘下（当時）のAAA級バッファロー・バイソンズを経て、1997年に中日ドラゴンズに入団し、来日。前年に不振だった宣銅烈の保険として獲得されたが、宣の好調もあり一軍での登板機会は無いばかりか二軍でも0勝7敗と振るわず、同年限りで退団し、帰国した。
1999年から2000年まではアメリカ独立リーグのアトランティックリーグに加盟するアトランティックシティ・サーフ、2001年から2002年までは同リーグのカムデン・リバーシャークスでプレー。
2003年はメキシカンリーグでプレーし、同年限りで現役引退。

## 詳細情報

### 年度別投手成績
- 一軍公式戦出場なし

### 背番号
- 60 （1997年）